# راب بکویث
راب بکویث (انگلیسی: Rob Beckwith؛ زادهٔ ۱۲ سپتامبر ۱۹۸۴) بازیکن فوتبال اهل بریتانیا است.
از باشگاه‌هایی که در آن بازی کرده‌است می‌توان به باشگاه فوتبال لوتون تاون، باشگاه فوتبال همل همپستید تاون، باشگاه فوتبال چسترفیلد، باشگاه فوتبال بارنت، باشگاه فوتبال هیتچین تاون، و باشگاه فوتبال گرایس اتلتیک اشاره کرد.